# Konzertierte Reaktion
Eine konzertierte Reaktion ist eine chemische Elementarreaktion, in deren Verlauf chemische Bindungen sowohl gebrochen als auch gebildet werden. Da es sich dabei um eine Elementarreaktion handelt, bedeutet das, dass im Verlauf der Reaktion keine Zwischenprodukte gebildet werden und entsprechend nur ein Übergangszustand auftritt. Es muss also nur eine Energiebarriere überwunden werden, um das Produkt zu bilden.

## Theoretische Beschreibung

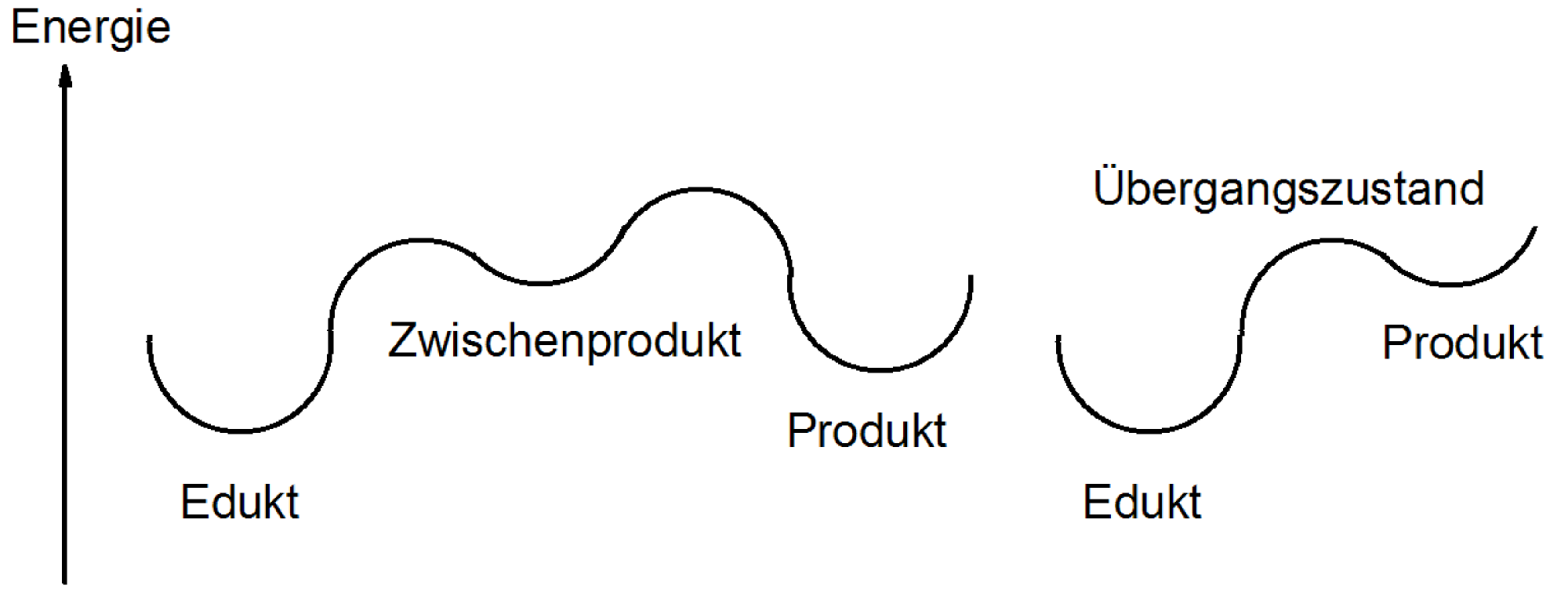
Links eine Reaktion mit einem Intermediat (lokales Energieminimum) und zwei Übergangszuständen (lokales Energiemaximum), rechts eine konzertierte Reaktion ohne Intermediat und mit nur einem Übergangszustand

In der theoretischen Chemie lässt sich jede Reaktion durch eine Trajektorie auf der Potentialhyperfläche beschreiben. Die Potentialhyperfläche beschreibt dabei die Energie aller denkbaren Bindungszustände der Gesamtheit aller an der Reaktion beteiligten Atome. Die Trajektorie beschreibt, wie sich die Bindungsverhältnisse im Verlauf der Reaktion verändern. Da die Trajektorie eine eindimensionale Kurve darstellt, können verschiedene Bindungszustände auf der Trajektorie durch eine einzelne Koordinate – die Reaktionskoordinate – beschrieben werden. Die Auftragung der Bindungsenergie gegen die Reaktionskoordinate liefert ein Energiediagramm. Theoretisch isolierbare Verbindungen zeichnen sich dabei dadurch aus, dass ihren Bindungszuständen ein lokales Energieminimum zugeordnet ist. Die Umwandlung zweier Verbindungen ineinander verläuft über ein lokales Energiemaximum, dessen Bindungszustand als Übergangszustand bezeichnet wird. Die Differenz der Energie des Übergangszustandes und der Ausgangsverbindung, wird als Aktivierungsenergie bezeichnet.
Ein für eine konzertierte Reaktion typisches Energiediagramm ist im rechten Teil der nebenstehenden Abbildung zu sehen. Das Energiediagramm der konzertierten Reaktion weist genau einen Übergangszustand (lokales Energiemaximum) auf. Daraus folgt, dass im Verlauf der Reaktion keine Energieminima und damit keine isolierbaren Zwischenprodukte auftreten.
Im linken Teil der Abbildung ist zum Vergleich eine zweischrittige Reaktion abgebildet. Dort wird zunächst ein Übergangszustand (lokales Maximum) durchlaufen, wobei sich ein Zwischenprodukt (lokales Minimum) bildet. Dieses reagiert in einem zweiten Schritt über einen zweiten Übergangszustand zum Produkt.

## Beispiele
Grundlegende Reaktionen in der organischen Chemie, die konzertiert verlaufen, sind die nucleophile Substitution nach dem SN2-Mechanismus und die Eliminierung nach dem E2-Mechanismus.
Eine häufige Form konzertierter Reaktionen sind pericyclische Reaktionen, deren Verlauf durch die Woodward-Hoffmann-Regeln vorhergesagt werden kann. Das wohl bekannteste Beispiel ist die Diels-Alder-Reaktion:

Die Diels-Alder-Reaktion als Beispiel einer konzertierten Reaktion

Zu den pericyclischen Reaktionen gehören aber auch sigmatrope Umlagerungsreaktionen, wie die Cope- und die Claisen-Umlagerung.